# 呼蘭府
呼蘭府，清朝末期设置的府，属于黑龙江省。
同治元年（1875年），设呼蘭廳，驻呼蘭城（今黑龙江省哈尔滨市呼兰区）。同治三年（1877年），驻巴彦苏苏（今黑龙江省巴彦县巴彦镇）。光绪三十年（1904年）回驻呼兰城，改置呼兰府，下辖巴彦州（今巴彦县）、兰西县、木兰县。中华民国二年（1913年），全国废府州厅改县，废呼兰府，改置呼兰县。

## 知府
均出自民國《呼蘭府志·卷二·政治略》：
- 李鴻桂，順天大興人，光緖三十一年以候補知府試署，三十三年卸任
- 黃維翰，江西崇仁進士，光緖三十三年以候選直隸州知州署任，宣統二年調署龍江知府
- 孟憲彝，順天永清優貢，宣統元年六月奏補，未到任
- 范守佑，河南人，宣統二年由試署龍江府調署
- 王順存，河南舉人，宣統二年以奉天候補知府補任